# Pierre Huber (galeriste)
Ne doit pas être confondu avec Pierre Antoine François Huber ou Pierre Huber.
Pour les articles homonymes, voir Huber.
Pierre Huber est un galeriste et collectionneur d'œuvres d'art suisse. 
Il met fin à sa carrière de galeriste en 2017.
En 2021, il est classé parmi les 300 personnalités suisses les plus riches par Bilan.

## Biographie
Après avoir débuté en exposant des œuvres dans son restaurant, il ouvre sa galerie en 1983 et s'intéresse à des artistes comme John M. Armleder, Olivier Mosset, et des figures de la scène californienne et de la scène allemande, tels que Jeff Koons, Cindy Sherman, Mike Kelley, Andreas Gursky, et Thomas Ruff.
Il vend des œuvres de sa collection chez Christie's à New York en 2007. 67 des 74 lots sont vendus pour un total de 16,78 millions de dollars. Des œuvres d'artistes comme On Kawara, Paul McCarthy, Mike Kelley, et Jim Shaw atteignent des prix records. Cette vente suscite la colère de ses confrères et de certains artistes. Censée alimenter une fondation, elle est perçue comme une violation des pratiques de négociation pour les œuvres destinées aux musées.
En 2008, Pierre Huber est exclu d'Art Basel et de la Foire de Shanghaï, deux événements auxquels il avait contribué, en raison de la vente controversée chez Christie's en 2007.
Il arrête sa carrière de galeriste en 2017.
En 2021, il est classé comme étant la 219e personnalité suisse la plus riche par Bilan, avec une fortune estimée entre 400 et 500 millions de francs suisses.
Sa collection, marquée par des goûts contradictoires et une fascination pour l'art conceptuel, est réputée pour sa diversité et son ampleur.

## Affaire judiciaire
En 2008, Pierre Huber est poursuivi en justice par le marchand Enrico Navarra, qui l'accuse de conflit d'intérêts et de mauvaise gestion des transactions artistiques. Le 27 décembre 2012, la troisième chambre du tribunal de commerce de Paris rend un jugement en la faveur de Huber, condamnant Navarra à payer des dommages et intérêts à Huber.